# Клајд Луис
Клајд Луис (енгл. Clyde Lewis; Бризбејн, 25. септембар 1997) аустралијски је пливач чија специјалност су трке слободним и мешовитим стилом. Некадашњи је светски јуниорски првак у трци на 400 метара мешовитим стилом. 

## Спортска каријера
Луис је дебитовао на међународној пливачкој сцени 2015, на Светском јуниорском првенству у Сингапуру, где је освојио златну медаљу у трци на 200 метара мешовитим стилом. Нешто касније исте године освојио је пет златних, две сребрне и једну бронзану медаљу на Омладинским играма комонвелта у Самои.
За сениорску репрезентацију Аустралије је дебитовао на Светском првенству у малим базенима у Виндзору 2016, где му је најбољи резултат било четврто место у финалу трке штафета на 4×200 метара слободним стилом. 
На светским првенствима у великим базенима је дебитовао у Будимпешти 2017, а две године касније, на првенству у корејском Квангџуу 2019. освојио је и прве медаље — злато на 4×200 слободно, сребро на 4×200 слободно у миксу и бронзу на 4×100 слободно. У трци на 100 слободно заузео је десето место у полуфиналу, док је трку на 200 слободно завршио на шестом месту у финалу. У полуфиналу трке на 200 слободно испливао је време од 1:44,90 минута поставши тако другим најбржим аустралијским пливачем у историји те дисциплине.